# S&P Asia 50
S&P Asia 50 Index er et aktieindeks for Asiens børser. Aktieindekset er udarbejdet af Standard & Poor's og er en del af S&P Global 1200.
Aktieindekset inkluderer aktier noteret på børserne i Hongkong, Sydkorea, Singapore og Taiwan.
Indekset har en børshandlet fond (ETF) i USA (AIA Arkiveret 11. oktober 2012 hos  Wayback Machine) og i Australien (IAA Arkiveret 18. januar 2013 hos  Wayback Machine).